# Wereldkampioenschappen tafeltennis 2021
De wereldkampioenschappen tafeltennis vinden sinds 1926 plaats en worden georganiseerd door de ITTF. In de even jaren vinden de wereldkampioenschappen landenteams (mannenteams en vrouwenteams) plaats en in de oneven jaren de individuele kampioenschappen (mannen- en vrouwen enkelspel, mannen- en vrouwen dubbelspel en de gemengddubbel).
De wereldkampioenschappen tafeltennis 2021 werden van 23 tot en met 29 november gehouden in het George R. Brown Convention Center in de Amerikaanse stad Houston.
Op het programma staan vijf onderdelen:
- Enkelspel mannen. Regerend kampioen is  Ma Long.
- Enkelspel vrouwen. Regerend kampioen is  Liu Shiwen.
- Dubbelspel mannen. Regerend kampioenen zijn  Ma Long en  Wang Chuqin.
- Dubbelspel vrouwen. Regerend kampioenen zijn  Sun Yingsha en  Wang Manyu.
- Gemengd dubbel. Regerend kampioenen zijn  Xu Xin en  Liu Shiwen.

Er worden geen landenteamwedstrijden gespeeld deze editie.
Drievoudig opeenvolgend en huidige wereldkampioen Ma Long verdedigde zijn titel niet. Volgens de Chinese tafeltennisbond  hebben hij, Xu Xin en de titelverdediger bij de vrouwen, Liu Shiwen, zich niet aangemeld om de Chinese ploeg te verjongen en die spelers voor te bereiden op de Olympische Zomerspelen 2024 in Parijs.
Ook de Duitse sterspeler Dimitrij Ovtcharov heeft zich moeten afmelden, vanwege een blessure .
De loting voor plaatsing vond plaats op zondag 21 november.

## Wedstrijdschema
| Onderdeel↓ / Datum → | 23 | 24 | 25 | 26 | 27 | 28 | 28 | 29 |
| -------------------- | -- | -- | -- | -- | -- | -- | -- | -- |
| Enkelspel (m)        | R1 | R2 | R3 | R4 | ¼  | ½  | ½  | F  |
| Enkelspel (v)        | R1 | R2 | R3 | R4 | ¼  | ½  | ½  | F  |
| Dubbel (m)           |    | R1 | R2 | R3 | ¼  | ½  | ½  | F  |
| Dubbel (v)           |    | R1 | R2 | R3 | ¼  | ½  | ½  | F  |
| Dubbel (gemengd)     | R1 |    | R2 | R3 | ¼  | ½  | F  |    |

R1 Eerste ronde  
R2 Tweede ronde  
R3 Derde ronde  
R4 Vierde ronde  
¼ Kwartfinales  
½ Halve finales  
F Finale  

## Medailles

### Medaillewinnaars
| Onderdeel        | Goud                            | Zilver                        | Brons                                                |
| Enkelspel (m)    | Fan Zhendong                    | Truls Möregårdh               | Timo Boll Liang Jingkun                              |
| Enkelspel (v)    | Wang Manyu                      | Sun Yingsha                   | Chen Meng Wang Yidi                                  |
| Dubbel (m)       | Mattias Falck Kristian Karlsson | Jang Woo-jin Lim Jong-hoon    | Yukiya Uda Shunsuke Togami Lin Gaoyuan Liang Jingkun |
| Dubbel (v)       | Sun Yingsha Wang Manyu          | Mima Ito Hina Hayata          | Ni Xia Lian Sarah de Nutte Chen Meng Qian Tianyi     |
| Dubbel (gemengd) | Wang Chuqin Sun Yingsha         | Tomokazu Harimoto Hina Hayata | Lin Yun-ju Cheng I-ching Lin Gaoyuan Lily Zhang      |

### Medailleklassement
Dubbelparen uit verschillende landen gelden ieder als 0,5.
| Plaats | Land             | Goud | Zilver | Brons | Totaal |
| 1      | China            | 4    | 1      | 5,5   | 10,5   |
| 2      | Zweden           | 1    | 1      | 0     | 2      |
| 3      | Japan            | 0    | 2      | 1     | 3      |
| 4      | Zuid-Korea       | 0    | 1      | 0     | 1      |
| 5      | Chinees Taipei   | 0    | 0      | 1     | 1      |
| 5      | Duitsland        | 0    | 0      | 1     | 1      |
| 5      | Luxemburg        | 0    | 0      | 1     | 1      |
| 8      | Verenigde Staten | 0    | 0      | 0,5   | 0,5    |
| Totaal | Totaal           | 5    | 5      | 10    | 20     |